# Raion de Soroca
Le raion de Soroca est un raion de la république de Moldavie, dont le chef-lieu est Soroca. En 2014, sa population était de 77 656 habitants.

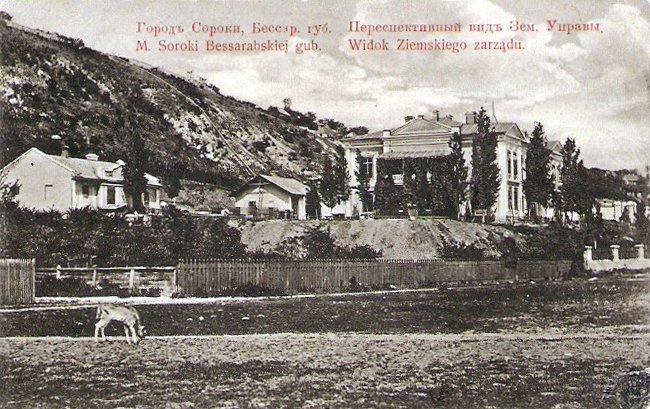
Comté de Soroca Zemstvo, 1911

## Démographie
| Groupe ethnique      | %    |
| -------------------- | ---- |
| Moldaves et Roumains | 92,9 |
| Ukrainiens           | 3,8  |
| Russes               | 2,0  |
| Roms                 | 1,0  |
| Autres               | 0,2  |

## Économie
24 645 entreprises sont implantées dans le raïon.

## Religions
- 97,8 % de la population du raïon est chrétienne, dont une grande partie sont orthodoxes.
- 1,6 % de la population est athée ou sans religion.